# Ocrepeira heredia
Ocrepeira heredia là một loài nhện trong họ Araneidae.
Loài này thuộc chi Ocrepeira. Ocrepeira heredia được Herbert Walter Levi miêu tả năm 1993.